# Udrykningskørsel
 Der er for få eller ingen kildehenvisninger i denne artikel, hvilket er et problem. Du kan hjælpe ved at angive troværdige kilder til de påstande, som fremføres i artiklen.

Udrykningskørsel, også kendt som "Kørsel 1", er hurtig transport udført af ambulancer, brandbiler eller politibiler for at håndtere nødsituationer, ofte med det formål at redde liv eller minimere skader. Det er en vigtig del af nødberedskabet globalt.

## Historie
Udrykningskørsel har rødder tilbage i det 19. århundrede, hvor de første organiserede redningstjenester blev etableret. Den moderne udrykningskørsel er blevet udviklet gennem årene med teknologiske fremskridt og forbedringer af transportmidler og kommunikationssystemer.

## Udstyr
Udrykningskøretøjer som ambulancer, brandbiler og politibiler er typisk udstyret med specialudstyr og forsyninger til at håndtere forskellige nødsituationer. Dette kan omfatte medicinsk udstyr, brandslukningsudstyr, redningsredskaber og kommunikationsudstyr.
I 1963 ændrede Danmark udrykningskøretøjernes signaler. Politiet skiftede til blåt lys, mens arbejdskøretøjer brugte gult lys. Ambulancer og brandbiler havde tidligere gule blinklygter. Forsøg med roterende blink i forskellige farver førte til indførelsen af blåt lys på udrykningskøretøjer, for bedre synlighed.
Udrykningssirener advarer andre om nødkøretøjer, der har brug for fri vej. De høje lyde hjælper med at undgå ulykker og sikrer, at nødhjælpen kan komme hurtigt frem.

## Uddannelse og træning
Fagfolk inden for udrykningskørsel gennemgår ofte intensiv uddannelse og træning for at være i stand til at håndtere en række nødsituationer effektivt og sikkert. Dette kan omfatte førstehjælp, brandslukningsteknikker, redningsoperationer og køreteknikker under stressede forhold.